# Municipio de Beaver (condado de Nance)
El municipio de Beaver (en inglés: Beaver Township) es un municipio ubicado en el condado de Nance en el estado estadounidense de Nebraska. En el año 2010 tenía una población de 102 habitantes y una densidad poblacional de 0,95 personas por km².

## Geografía
El municipio de Beaver se encuentra ubicado en las coordenadas 41°29′55″N 97°49′35″O / 41.49861, -97.82639. Según la Oficina del Censo de los Estados Unidos, el municipio tiene una superficie total de 107.67 km², de la cual 107,67 km² corresponden a tierra firme y (0 %) 0 km² es agua.

## Demografía
Según el censo de 2010, había 102 personas residiendo en el municipio de Beaver. La densidad de población era de 0,95 hab./km². De los 102 habitantes, el municipio de Beaver estaba compuesto por el 100 % blancos. Del total de la población el 0 % eran hispanos o latinos de cualquier raza.